# Baptiste Aloé
Baptiste Aloé, född 29 juni 1994, är en fransk fotbollsspelare (mittback) som spelar för Arouca.

## Karriär
Den 1 januari 2020 värvades Aloé av belgiska K Beerschot VA, där han skrev på ett halvårskontrakt med option på ytterligare ett år. I oktober 2020 värvades Aloé av portugisiska Arouca.